# Gentiana squarrosa
Gentiana squarrosa là một loài thực vật có hoa trong họ Long đởm. Loài này được Ledeb. mô tả khoa học đầu tiên năm 1812.